# Лопатово (Псковский район)
Лопа́тово — деревня в Карамышевской волости Псковского района Псковской области России.

## География
Расположена в 8 км к северо-востоку от села Карамышево и в 17 км к востоку от Пскова. Проходит рядом с автотрассой регионального значения Псков — Порхов (Р56 или (А116).

## Население
| 2001 | 2002 | 2010 |
| ---- | ---- | ---- |
| 314  | ↘298 | ↘283 |

## История
До 1 января 2010 года деревня была административным центром упразднённой Задорожской волости.